# Хохлов, Борис Иванович
Бори́с Ива́нович Хохло́в (22 февраля 1932, Москва — 23 июня 2000, там же) — русский советский артист балета, педагог, народный артист РСФСР (1969).

## Биография
Борис Иванович Хохлов родился 22 февраля 1932 года в Москве. В 1951 году окончил Московское хореографическое училище Большого театра СССР (педагоги Н. С. Холфин, А. М. Мессерер). 
В 1951—1972 годах — артист балета Большого театра. Был так называемый danseur noble — идеальный исполнитель партий принцев и романтических героев. Однако его танцу был присущ не только романтический флёр, он умел наделять его подлинным драматизмом. Виртуозно владея техникой, артист был ещё и выдающимся мастером дуэтного танца. Балерины ценили его как в высшей степени надёжного партнера. С ним танцевали Галина Уланова, Раиса Стручкова, Ирина Тихомирнова, Марина Кондратьева, Римма Карельская, Екатерина  Максимова, Нина Тимофеева, Наталья Бессмертнова, Ирина Колпакова, Нинель Кургапкина, Елена Потапова, Малика Сабирова, Дорис Лайне, Лаура Алонсо, Лилиана Кози.
Имел обширный концертный репертуар: хореографические номера в постановке А . Мессерера «Мелодия» на музыку К. В. Глюка, «Весенние воды» на музыку С. Рахманинова, «Вальс» на музыку А. Хачатуряна, Па де труа «Океан и жемчужины» на музыку А. Арендса из балета «Конёк-Горбунок» Ц. Пуни (хореография А. Горского), Танец кораллов из балета «Конёк-Горбунок» Р. Щедрина (хореография А. Радунского). 
В 1972 году завершил артистическую карьеру. В 1976—1977 годах был педагогом-репетитором мимического ансамбля Большого театра. 
В 1981 году окончил отделение балетмейстеров ГИТИСа. В 1981—1988 годах преподавал там же на кафедре хореографии.
Умер 23 июня 2000 года в Москве, похоронен на Троекуровском кладбище.

## Награды и премии
- I премия по классическому танцу Всемирных фестивалей молодёжи и студентов в 1947 году в Праге, в 1951 года в Берлине и в 1957 года в Москве.
- Орден «Знак Почёта» (1959).
- Заслуженный артист РСФСР (17.01.1962).
- Народный артист РСФСР (1969).
- Почётная грамота Президиума Верховного Совета РСФСР (25.05.1976)[1].

## Партии в балетах

### Первый исполнитель
- «Скрябиниана», хореография К. Голейзовского — «Романтический дуэт»

### Прочие партии
- «Сорочинская ярмарка» М. Мусоргского, хореография Р. Захарова — Чёрт
- «Лебединое озеро» П. Чайковского, постановка Е. Долинской по А. Горскому, Л. Иванову, хореография 4-го акта А. Мессерера — Па де труа, Неаполитанский танец
- «Раймонда» А. Глазунова, хореография М. Петипа, А. Горского, Л. Лавровского — Бернар
- «Спящая красавица» П. Чайковского, 1954 г., хореография М. Габовича и А. Мессерера,; 1963 г., хореография М. Петипа в редакции Ю. Григоровича — Принц Дезире
- «Лебединое озеро» П. Чайковского — Принц Зигфрид
- «Бахчисарайский фонтан» Б. Асафьева, хореография Р. Захарова — Вацлав
- «Шопениана» на музыку Ф. Шопена, хореография М. Фокина — солист
- «Ромео и Джульетта» С. Прокофьева, хореография Л. Лавровского — Трубадур
- «Золушка» С. Прокофьева, хореография Р. Захарова — Принц
- «Дон Кихот» Л. Минкуса, хореография А. Горского — Базиль
- «Пламя Парижа» Б. Асафьева, хореография В. Вайнонена — Антуан Мистраль
- «Страницы жизни» А. Баланчивадзе, хореография Л. Лавровского — Сын Георгия
- «Щелкунчик» П. Чайковского, хореография В. Вайнонена — Принц
- «Жизель» А. Адана, хореография Ж. Коралли, Ж. Перро, М. Петипа в редакции Л. Лавровского — Граф Альберт
- «Класс-концерт» на музыку Д. Шостаковича, А. Глазунова, А. Лядова, хореография А. Мессерера — Солист
- «Асель» В. Власова, хореография О. Виноградова — Ильяс

## Фильмография
1. 1971 — Адажио (документальный) — Спящая красавица